# Typhochrestus virilis
Typhochrestus virilis là một loài nhện trong họ Linyphiidae.
Loài này thuộc chi Typhochrestus. Typhochrestus virilis được Robert Bosmans miêu tả năm 1990.